# Mads Spur-Mortensen
Mads Spur-Mortensen (født 23. september 1974 i København) er en dansk tidligere fodboldspiller, hvis primære position var på den offensive og/eller centrale midtbane.
Spur-Mortensen startede sin seniorkarriere i Vejle Boldklub, hvorefter han spillede for en række danske divisionsklubber frem til 2002. Her forsøgte han sig i udlandet ved at spille i den græske 2. divisionsklub AO Kerkyra, inden han i 2003 vendte tilbage Hellerup IK. Igen forsøgte han sig i udlandet ved at spille for SC Cambuur, inden han få måneder vendte tilbage til Danmark, hvor han i perioden fra 2004 til 2008 spillede for Hellerup IK, B.93 og Jægersborg BK.
Han har desuden virket som fodboldtræner, idet han var assistenttræner i Fremad Amager under cheftræner Jakob Friis-Hansen i 2008.

## Klubkarriere

### Karrierens begyndelse
I hovedparten af sin ungdom og fodboldopdragelse repræsenterede Spur-Mortensen fodboldklubben B. 1921 fra Nykøbing Falster. Mads Spur-Mortensen blev som ungdomsspiller fremhævet som en af fremtidens talentfulde spillere, hvilket medvirkede til flere optrædener på diverse ungdomslandshold. Efter sin tid som junior forlod Spur-Mortensen Nykøbing Falster og B. 1921.
Som 17-årig valgte midtbanespilleren at foretage et klubskifte til østjyske Vejle Boldklub, hvor Spur-Mortensen blev optaget på Vejles fodboldskole. Spur-Mortensen spillede på klubbens ungdomshold indtil Vejle Boldklubs daværende cheftræner Allan Simonsen rykkede midtbanespilleren op som senior og lod Spur-Mortensen debutere for 1. seniorholdet allerede som ynglingespiller i forbindelse med en kamp på Vejle Stadion den 21. juli 1992 mod Norrby IF – kampen endte uafgjort med cifrene 0-0. I sin første halvsæson (efteråret 1992) som professionel seniorspiller opnåede Spur-Mortensen spilletid i henholdsvis pokalturneringen, den halvårige 1. division (næstbedste fodboldrække om efteråret) samt Kvalifikationsligaen (næstbedste fodboldrække om foråret) under den daværende divisionsstruktur for Danmarksturneringen i fodbold. Spur-Mortensen spillede sin sidste kamp for vejlenserne den 23. oktober 1994 på hjemmebane mod B.93 (kampen sluttede 0-0) efter godt tre sæsoner med samlet 73 kampe og 3 mål – heraf 67 divisionskampe. Spur-Mortensen spillede i Vejle de første tre måneder af foråret 1995, men trænerteamet, med blandt andet hans tidligere ynglingetræner Ole Fritsen, havde sat ham af førsteholdet. Efter fem kampe udenfor 1. divisionstruppen mente den 20-årige midtbanespiller, at tiden måtte inde til at prøve noget nyt. Næstved IF henvendte sig samtidigt med et tilbud om at hente midtbanespilleren på en form for lejeaftale i første omgang gældende for de resterende runder af slutspillet i Superligaen, hvilket alle parter til sidst enedes om.

### Gennembrud som professionel
Superliga-klubben Næstved IF under ledelse af den daværende cheftræner Peter Bonde hentede Mads Spur-Mortensen i slutningen af vinterpausen 1994/1995 på en kontrakt med virkning fra 1. april 2005 frem til og med 30. juni 1996. Midtbanespilleren fik sin officielle kampdebut i forbindelse med en Superliga kamp den 9. april 1995 mod Brøndby IF (vindere af grundspillet i efteråret 1994) efter at være blevet skiftet ind i det 75. minut af anden halvleg i stedet for Henrik Frimann – kampen endte uafgjort med cifrene 2-2. Debuten for sydsjællænderne fandt derfor sted lidt over en uges tid efter at være blevet købt ud af kontrakten i Vejle Boldklub, der på daværende tidspunkt ikke benyttede ham i førsteholdstruppen. I forårssæsonen 1995 blev Spur-Mortensen ikke betragtet som værende en fast mand i Næstved IFs førsteholdsmandskab (fire optrædener og ingen scoringer) og opnåede således både spilletid på henholdsvis klubbens førstehold i Superligaen og reserveholdet i de lavere rangerende serier. Efter sommerpausen 1995 optrådte Spur-Mortensen som fast mand på Næstved IFs førsteholdstrup i Superligaen, hvor offensivspilleren deltog i 27 ligakampe ud af 33 mulige (en enkelt scoring) i 1995/96-sæsonen. 
 Under Coca-Cola Cup i starten af februar 1996, som blev afviklet i KB Hallen med deltagelse af 12 Superliga-klubber, gjorde Spur-Mortensen sig bemærket med 7 scoringer i indendørsturneringen i fodbold. Med afslutningen på 1995/96-sæsonen rykkede den sydsjællandske klub ned i den næstbedste række som følge af en sidsteplads, fire point fra nedrykningsstregen, og med spillerkontraktens udløb forlod Spur-Mortensen klubben. Spur-Mortensen forlod Næstved IF, da man ikke kunne blive enige om de økonomiske betingelser for en kontrakt-forlængelse.
Akademisk Boldklub viste interesse før premieren på 1996/97-sæsonen og sikrede den nyoprykkede Superliga-klub, under ledelse af daværende cheftræner Tonni Nielsen, sig straks Spur-Mortensens underskift på en to-årig aftale. Akademikerne have forinden deltaget i finalen af DBU's Landspokalturnering, blevet omdannet fra et anpartselskab til et aktieselskab og øget antallet af kontraktspillere fra 10-12 spillere til 24 spillere, der nu havde fodbolden som deltidsjob. En af baggrundene for skiftet til Gladsaxe var Spur-Mortensens ønske om at kunne bevare chancen for at opnå spilletid i Superligaen. I løbet af august måned blev Spur-Mortensen imidlertid rykket ned og spille på klubbens andethold i serierne og der blev ikke megen spilletid med førsteholdstruppen. Spur-Mortensens egen forklaring på at det kun blev til fire kampe (heraf to kampe i Superligaen) i løbet af efteråret 1996 og degraderingen til andetholdet var at han "var nok en tak for offensiv i [sin] spillestil i forhold til [trænerens] smag".
2. divisionsklubben Nykøbing Falster Alliancen havde i efterårssæsonen 1996 fået en tilladelse fra Dansk Boldspil-Union til at drive professionel fodbold og benyttede denne lejlighed til at skrive leje Spur-Mortensen hos akademikerne i de resterende fem kampe i 2. division Øst (efterår). Spur-Mortensen vendte således tilbage til barndomsklubben og dens overbygning med naboklubben B.1901 for en kort periode. Den offensive midtbanespiller fik lavet et enkelt mål for falstringerne i forbindelse med en udebanekamp den 26. oktober 1996 mod Boldklubben Frem, da Spur-Mortensen reducerede til stillingen 2-1. Nykøbing Falster Alliancen endte efterårssæsonen på en samlet sjetteplads lige over nedrykningsstregen (med den daværende struktur for Danmarksturneringen med en øst-pulje bestående af otte hold).
I mellemtiden var en ny cheftræner tiltrådt i Gladsaxe-klubben, da Christian Andersen erstattede Tonni Nielsen i vinterpausen 1996/1997. Under den nye cheftræner kom Spur-Mortensen tilbage i varmen. Den teknisk dygtige offensive midtbanespiller formåede at tilspille sig en plads i københavnernes Superliga-trup og blev på ny udtaget mere regelmæssigt efter lejeaftalens udløb og var således med til at sikre klubbens fortsatte eksistens i Superligaen efter 1996/97-sæsonen med deltagelse i yderligere 12 ligakampe. I sin første tid hos Akademisk Boldklub benyttedes Spur-Mortensen mere som en bolderobrer end en teknisk spilfordeler. I 1997/98-sæsonen endte Akademisk Boldklub på en samlet femteplads og Spur-Mortensen gled igennem hele sæsonen ind og ud af truppen med enten en plads i startopstillingen eller en plads på bænken som ubenyttet spiller. I forårssæsonen 1998 blev Spur-Mortensen fortrinsvist benyttet som indskiftningsspiller og opnåede samlet kun seks Superliga-kampe i hele 1997/98-sæsonen. I starten af januar 1998 var Spur-Mortensen med til at sikre klubben en samlet tredjeplads i Divisionsforeningens indendørsstævne i Brøndby Hallen, hvor elleve af Superliga-klubberne samt på daværende nummer et i 1. division deltog.
Efter afslutningen på Superligaen i 1997/98-sæsonen den 1. juni besluttede Nykøbing Falster Alliancen på ny at leje Spur-Mortensen hos akademikerne, denne gang for den resterende del af 1997/98-sæsonen i 2. division. Spur-Mortensen kunne dog ikke forhindre holdet i at ende på en samlet 13. plads i 2. division (et enkelt point under nedrykningsstregen), der betød at NFA skulle spille i den daværende fjerdebedste række, Kvalifikationsrækken, i efteråret 1998.

### Forsøg på udlandseventyr samt tilbagevenden til dansk fodbold
Spur-Mortensen vendte tilbage til Akademisk Boldklub, men kom først på banen i en Superliga-kamp på udebane den 15. november 1998 mod Vejle Boldklub i en kamp som AB vandt med cifrene 2-0. Efter tre måneder af 1998/99-sæsonen lod ledelsen Christian Andersen gå og ansatte i stedet cheftræner Ole Mørch den 10. november 1998. Ole Mørch gav Mads Spur-Mortensen mere spilletid end han havde haft under Christian Andersen, men det var stadig ikke nok til at midtbanespilleren fik fornyet sin fuldtidskontrakt i løbet af forårssæsonen 1999 på trods af ønsket om at fortsætte i klubben. I starten af februar 1999 forsøgte Spur-Mortensen derfor at tilspille sig en professionel kontrakt med den engelske First Division-klub Norwich City F.C.. En tre dages prøvetræning inklusiv en enkelt træningskamp for klubbens reserver imod First Division-klubben Swindon Town F.C. den 4. februar, der blev besejret med cifrene 2-0, førte dog ikke en aftale med sig og midtbanespilleren vendte tilbage til Danmark og AB. Efter at have ligget på førstepladsen i store dele af efterårssæsonen tabte de grønblusede akademikere kampen om Danmarksmesterskabet i løbet af forårssæsonen 1999. 1998/99-sæsonen endte for AB'erne med bronzemedaljer samt en finalesejr i DBU's Landspokalturnering (over AaB med cifrene 2-1), hvilket er forblevet det sportslige højdepunkt i Spur-Mortensens spillerkarriere. Bagsværd-klubbens ledelse valgte ikke at forlænge aftalen med Spur-Mortensen, der i den seneste sæson kun havde været i aktion få gange, og den offensive spiller kunne forlade Superliga-klubben som transferfri i sommerpausen 1999 med kontraktens udløb.
I slutningen af juli 1999 forsøgte Spur-Mortensen sig på ny i engelsk fodbold, men prøvetræningen i Cambridge United F.C. resulterede i sidste ende ikke i underskrivelsen af en kontrakt med klubben. Efter sommerpausen 1999 var den 24-årige centrale midtbanespiller i stedet at finde i truppen for 1. divisionsklubben B.93, der i den forgangne sæson spillede i Superligaen, på en et-årig deltids-kontrakt. Spur-Mortensen blev samtidig genforenet med cheftræner Christian Andersen i Østerbro-klubben, som forinden netop var blevet hans nye arbejdsgiver. Spur-Mortensen blev en del af en 1. divisionstrup med en gennemsnitlig alder på 22 år, hvor offensivspilleren var et af Østerbro-holdets profiler og hans indsats på grønsværen blev fremhævet som værende "samlingspunktet på midtbanen, hvor de kreative ideer [blev] igangsat". Med sine 28 kampe og 10 mål (en del på straffespark) blev Spur-Mortensen en af nøglespillerne i 1999/2000-sæsonen, der endte med en samlet tredjeplads til de hvid-blusede spillere – et enkelt point efter Haderslev FK (som B.93 vandt over i tre tilfælde, to gange i turneringen og en enkelt gang i pokalen) og en oprykningsplads til Superligaen.

Cheftræner Christian Andersens kommende skifte til 1. divisionskollegaerne Farum Boldklub var udslagsgivende for Spur-Mortensens beslutning om at forlade Østerbro-klubben i sommeren 2000 og indgå en aftale med den nordsjællandske fusionsklub inden sæsonpremieren, eftersom Spur-Mortensen ønskede Andersen som træner fremover. Den daværende cheftræner for B.93 Christian Andersen annoncerede allerede sit skifte til cheftrænerposten i Farum Boldklub i sommerpausen 2000, et halvt år før kontraktens udløb og jævnfør betingelserne om opsigelsesvarsel, men havde først officiel virkning fra og med den 1. januar 2001. Spur-Mortensen underskrev en etårig fuldtidsprofessionel kontrakt med den nordsjællandske fodboldklub gældende for 2000/01-sæsonen, hvor den teknisk dygtige midtbanespiller i den første tid fortsatte i sin rolle som spilfordeler. En meniskskade holdt imidlertid midtbanespilleren udenfor førsteholdstruppen en stor del af efterårssæsonen. Den resterende af del af opholdet i Farum Boldklub blev ingen større personlig spillemæssig succes, idet Spur-Mortensen fortrinsvist blev udtaget til andetholdets seriekampe og DBU's U/21-turnering. Spur-Mortensen opnåede enkelte kampe på førsteholdet i slutningen af 1999/2000-sæsonen, men indgik ikke siden forårssæsonen 2000 som cheftræner Christian Andersens førstevalg. Den tekniske midtbanespiller optrådte således i efterårssæsonen 2001 kun en enkelt gang på førsteholdet, mens han var en af de bærende kræfter på klubbens reservehold, der rykkede op i Kvalifikationsrækken. Utilfreds med situationen, besluttede midtbanespilleren i begyndelsen af december 2001 at forhandle sig til øjeblikkelig kontraktfrihed før tiden, således hans ophold i Farum Boldklub var forbi med efterårets sidste spillede ligakamp og herefter blev fritstillet til at finde sig en ny klub. 
 Afskeden med Farum Park og kontraktens hurtige ophør begrundede Spur-Mortensen efterfølgende med at han på et tidspunkt i løbet af 2001 havde "raget uklar" med den daværende bestyrelsesformand og folketingsmedlem Peter Brixtofte, hvilket Spur-Mortensen anså som værende ensbetydende med, at han ikke længere havde en fremtid i den nordsjællandske fodboldklub.
I 2002 forsøgte Spur-Mortensen sig derfor at tilspille sig en professionel kontrakt i den græske 2. divisionsklub AO Kerkyra, men opholdet på vestlige ferieø Korfu blev ikke vellykket. Midtbanespilleren vender derfor tilbage til dansk fodbold efter et kort ophold i engelske Charlton Athletic F.C. (med barndomskollegaen og landsholdsspilleren Claus Jensen i spillertruppen), hvor han trænede med klubbens reserver.
I marts 2003, kort tid inden starten på foråret af 2002/03-sæsonen, sluttede Spur-Mortensen sig til 1. divisionsklubben Hellerup IKs bedste mandskab under ledelse af cheftræner Claus Brydensholt. Gentofte-klubben endte imidlertid sæsonen med en sidsteplads i divisionen, hvilket medførte nedrykning til den tredjebedste række og en trænerfyring. Da Jakob Friis-Hansen tiltrådte som ny cheftræner i sommeren inden 2003/04-sæsonen foretog han indenfor sine første tre uger en større udskiftning af mere eller mindre hele divisionstruppen i Hellerup IK, hvilket også resulterede i Spur-Mortensens afgang.
Dette blev i sommeren 2003 startskuddet til endnu et forsøg på at starte en professionel og mere permanent udlandskarriere i den hollandske Eerste divisie-klub SC Cambuur hjemmehørende i Leeuwarden, men endnu engang vender Spur-Mortensen tilbage til dansk klubfodbold efter nogle måneder i den næstbedste hollandske fodboldrække.
Tilbage i Danmark bliver det et gensyn med Gentofte Stadion, hvor Spur-Mortensen inden starten på forårssæsonen 2004 på ny sluttede sig til Hellerup IKs 2. divisionstrup, der overvintrede på en topplacering, efter at have indgået en aftale hvor han fik en kontraktlig status som amatørspiller. I 2003/04-sæsonen var Spur-Mortensen således med til at sikre Hellerup IK tilbagevenden til landets næstbedste række, da klubben vandt 2. division. I efteråret 2004 lå Hellerup IK i en periode på førstepladsen, men overvintrede på en fjerdeplads og endte sæsonen på en samlet syvendeplads. Om eftermiddagen den 28. februar 2005 modtog 1. divisionsklubben licensen fra Dansk Boldspil-Union til at drive professionel fodboldvirksomhed og blev dermed det sidste hold i landets næstbedste række i 2004/05-sæsonen, der indførte kontraktfodbold. I denne forbindelse tegnede HIK professionelle kontrakter med 12 spillere, herunder Mads Spur-Mortensen, der derudover også var ansat på fuldtid med en række administrative pligter (markerting) i klubben ved siden af fodbolden. Spur-Mortensen havde i løbet af sine godt to år i Hellerup-klubbens bedste mandskab stor betydning som både spilfordeler og afslutter ved frispark, men var ude med en skade i akillescenen det meste af det sidste års tid inden han forlod holdet i vinterpausen 2005/2006.
I januar måned 2006 vendte Spur-Mortensen i stedet tilbage til hans tidligere klub B.93, hvor han fortsatte som kontraktspiller i en divisionstrup med elleve nye spillere for det daværende bundhold i den tredjebedste række (2. division Øst) samtidig med at en ny cheftræner, Michael Schäfer, og ny direktør, Claus Borre, var tiltrådt og man havde fået en ny storsponsor i form af Nybolig (v. Peter Norvig). I løbet af forårssæsonen 2006 formåede B.93 at spille sig fri af nedrykningsstregen og forblive i rækken efter 2005/07-sæsonens afslutning. Spur-Mortensen fik imidlertid ophævet sin spillerkontrakt med i fælles forståelse med københavnernes klubledelse i september 2006 efter længere tids skadesbehandling og forsøg på genoptræning. Efter lægeligt råd fik Spur-Mortensen besked på at holde et halvt års pause, alt imens at skadesbehandlingen fortsatte, for at undgå at skaden endte at gøre ham fodboldinvalid.
Spur-Mortensen genoptog allerede fodbolden i forbindelse med en træningskamp i starten af februar 2007 for hans tidligere klub Hellerup IK. Mads Spur -Mortensen stoppede efter 2006/07-sæsonen sin professionelle spillekarriere på banen.
I slutningen af vinterpausen 2007/08 skiftede Spur-Mortensen til Jægersborg Boldklub og klubbens førstehold, der på daværende tidspunkt var lokaliseret i Kvalifikationsrækken. Mads Spur-Mortensen deltog i en række af klubbens træningskampe, men sad imidlertid udenfor i store dele af sæsonen grundet en langvarig skade.

## Landsholdskarriere
Spur-Mortensen indledte sin ungdomslandsholdskarriere på U/16-landsholdet, hvor han fik sin debut den 13. april 1990, i forbindelse med en venskabsturnering, der blev afviklet i den franske by Montaigu, mod Sovjetunionen – kampen endte 0-1 til modstanderne. Spur-Mortensens deltagelse i U/16-landsholdssammenhæng fandt altsammen sted over en periode på fire dage mod henholdsvis Spanien (14. april 1990), Tyskland (14. april 1990), Frankrig (15. april 1990) og Sovjetunionen (16. april 1990). Begge hans scoringer for U/16-landsholdet faldt i kampen mod Frankrigs tilsvarende ungdomslandshold.
Spur-Mortensen blev sidenhen udtaget til kampe på U/17-landsholdet (sytten optrædener og en enkelt scoring) og U/19-landsholdet (tolv optrædener og tre scoringer), hvor den offensive midtbanespiller var fast mand i truppen.
Midtbanespilleren debuterede på U/21-landsholdet i finalekampen mod Sydkorea i den internationale fire-nationers turnering for ungdomslandshold i den australske storby Sydney, da Spur-Mortensen blev skiftet ind godt et kvarter før tid i stedet for Michael Nonbo. Spur-Mortensen var blevet hasteindkaldt i forbindelse med vinterturen i januar efter en to årig pause fra ungdomslandsholdet, da AGF's repræsentant Martin Jørgensen pådrog sig en alvorligere skade end først antaget umiddelbart inden afrejsen til Australien. Finalen endte med en dansk sejr med cifrene 2-1 (1-0 føring til Danmark efter første halvleg) og som skulle vise sig som Spur-Mortensens sidste kamp på landsholdsniveau.
Spur-Mortensen nåede samlet 35 optrædener med seks mål til følge på Dansk Boldspil-Unions ungdomshold som repræsentant for henholdsvis B. 1921 og Vejle Boldklub.

## Trænerkarriere
Kort tid efter at have indstillet sin professionelle spillerkarriere som 33-årig, blev Spur-Mortensen hentet ind som ny assistenttræner under den daværende cheftræner Jakob Friis-Hansen i 2. divisionsklubben Boldklubben Fremad Amager og blev således afløseren for den hidtidige assistent- og angrebstræner Peter Rasmussen, der to måneder forinden havde forladt posten pr. 1. december 2007. Spur-Mortensens første uofficielle opgave som assistenttræner for amagerkanerne, der havde overvintret på en førsteplads i øst-puljen, skulle blive træningskampen på udebane mod Brøndby IF's bedste mandskab den 7. februar 2008. Spur-Mortensen havde i sin tid som aktiv i Hellerup IK netop haft Friis-Hansen som cheftræner. Spur-Mortensen nåede at være assistenttræner for Sundby-klubbens bedste mandskab i otte officielle 2. divisionskampe (fire sejre, en uafgjort og tre nederlag) før han valgte at forlade posten som følge af cheftræner Jakob Friis-Hansens fyring i kølvandet på nederlagene mod Fremad Amagers nærmeste oprykningskandidater i 2007/08-sæsonen, Brønshøj Boldklub og FC Roskilde. Friis-Hansen var grunden til at Spur-Mortensen tog jobbet og han kunne ikke se sig selv arbejde sammen med andre i klubben.

## Titler/hæder

### Klub
- Akademisk Boldklub:
  - Vinder af DBU's Landspokalturnering 1998/99
  - Bronze-medaljer i Superligaen 1998/99
- Hellerup IK:
  - Vinder af 2. division 2003/04